# Eisschnelllauf-Mehrkampfweltmeisterschaft 1931

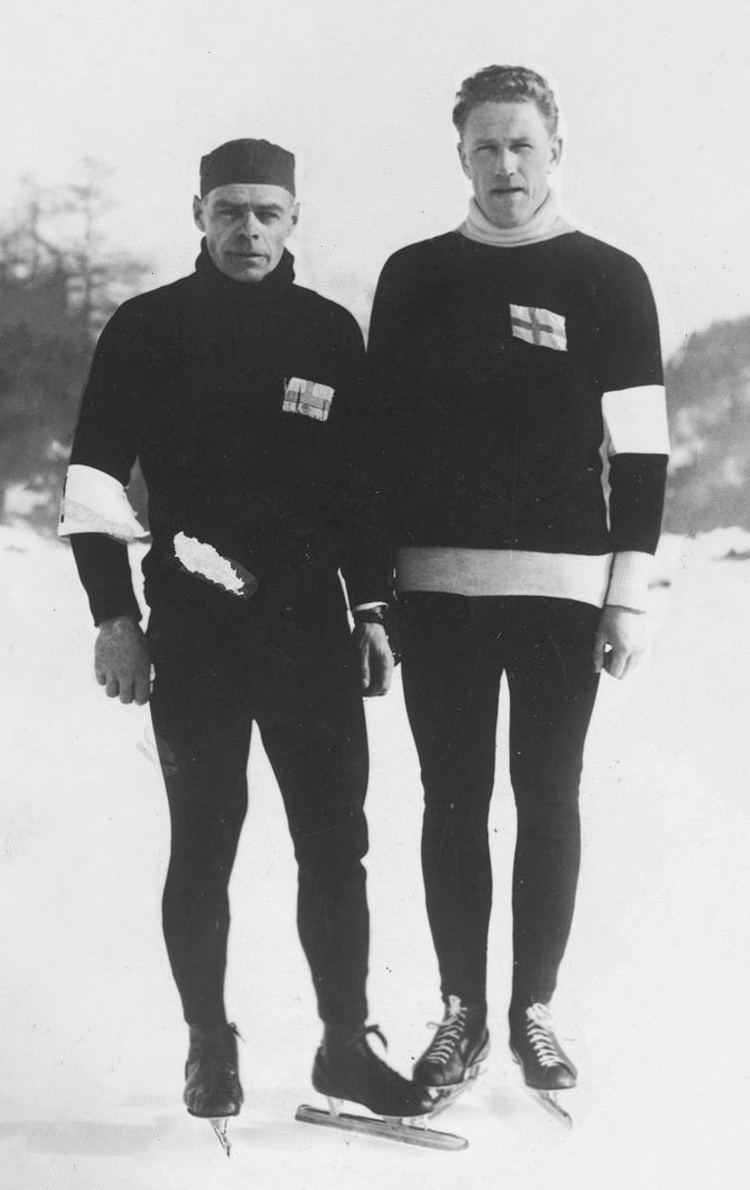
Mehrkampf-Weltmeister Clas Thunberg aus Finnland und sein siebtplatzierter Landsmann Ossi Blomqvist

Die 32. Mehrkampfweltmeisterschaft wurde am 21. und 22. Februar 1931 auf dem Tölöviken im finnischen Helsinki ausgetragen. Es fanden ausschließlich Männerrennen statt. Den Weltmeistertitel holte zum fünften Mal der Finne Clas Thunberg.

## Teilnehmende Nationen
Das Teilnehmerfeld setzte sich aus 22 Sportlern aus 7 Nationen zusammen.
- 7 Starter:  Finnland
- 5 Starter:  Norwegen
- 3 Starter:  Japan
- 2 Starter:  Niederlande,  Österreich,  Schweden
- 1 Starter:  Estland

Insgesamt war das Feld um zwei Teilnehmer größer als 1930, als lediglich Sportler aus Norwegen, Schweden und den Niederlanden teilgenommen hatten.

## Wettkampf
Der Finne Clas Thunberg hatte im Winter 1931 alle Wettkämpfe gewonnen, bei denen er angetreten war. Im Januar hatte er in St. Moritz einen 500-Meter-Weltrekord aufgestellt. Bei der Europameisterschaft in Stockholm Anfang Februar war Thunberg Schnellster über die 500 Meter und 1500 Meter gewesen, während sein Landsmann Ossi Blomqvist die beiden Langstrecken 5000 und 10.000 Meter für sich entschieden hatte und Zweiter geworden war. Der zum Zeitpunkt der Weltmeisterschaft 37-jährige Thunberg hatte zwischen 1923 und 1929 vier WM-Titel errungen und hatte sich als Ziel gesetzt, wie Oscar Mathisen fünffacher Weltmeister zu werden. Titelverteidiger war Michael Staksrud, der 1930 in Abwesenheit Thunbergs einen norwegischen Doppelerfolg vor Ivar Ballangrud angeführt hatte. Staksrud nahm nicht an der WM 1931 teil. 
Die Rennen von Helsinki fanden auf einer Bahn auf dem zugefrorenen See Tölöviken statt. Statt der üblichen 400 Meter war die Eisbahn auf 500 Meter verlängert worden, um an der so erweiterten Langseite das von den Erfolgen Thunbergs und Blomqvists angezogene Publikum besser verteilen zu können. Das Ergebnis wurde nach dem Semalogsystem ermittelt: Die Zeiten wurden in Sekunden gemessen und dann mit der Länge der gelaufenen Strecke verrechnet und in Punkte umgewandelt. Am Ende des Wettkampfs gewann der Läufer mit den wenigsten Punkten. Wenn ein Eisschnellläufer drei der vier Distanzen gewann, war er ungeachtet der Punktzahl Weltmeister.
Thunberg gewann wie bei der Europameisterschaft die Rennen über die beiden kürzeren Distanzen 500 und 1500 Meter – jeweils vor Bernt Evensen. Über 500 Meter traten die beiden im gleichen Lauf nebeneinander an. Dabei leistete sich Thunberg mehrere Fehlstarts, was Evensen nach Erinnerung des Finnen stark irritierte. Thunberg gewann das Rennen mit über einer Sekunde Vorsprung. Obwohl er auf den beiden längeren Distanzen nicht unter den schnellsten drei war, gewann er den Mehrkampf mit etwa anderthalb Punkten vor Evensen und wurde so zum fünffachen Weltmeister. Den dritten Rang nahm Ivar Ballangrud ein. Ossi Blomqvist entschied die Rennen über 5.000 und 10.000 Meter für sich, hatte aber auf den Kurzdistanzen so viel Zeit verloren, dass er letztlich den siebten Rang belegte.
| Rang | Name                | 500 Meter | Pkt.   | 5.000 Meter | Pkt.   | 1.500 Meter | Pkt.   | 10.000 Meter | Pkt.   | Gesamt- pkt. |
| ---- | ------------------- | --------- | ------ | ----------- | ------ | ----------- | ------ | ------------ | ------ | ------------ |
| 1    | Clas Thunberg       | 44,4 (1)  | 44,400 | 9:06,3 (4)  | 54,630 | 2:24,4 (1)  | 48,133 | 18:56,3 (8)  | 56,815 | 203,978      |
| 2    | Bernt Evensen       | 45,7 (2)  | 45,700 | 9:06,6 (5)  | 54,660 | 2:27,2 (2)  | 49,067 | 18:40,4 (4)  | 56,020 | 205,446      |
| 3    | Ivar Ballangrud     | 46,4 (3)  | 46,400 | 9:11,8 (6)  | 55,180 | 2:29,4 (4)  | 49,800 | 18:47,5 (5)  | 56,375 | 207,755      |
| 4    | Armand Carlsen      | 48,9 (16) | 48,900 | 9:03,5 (3)  | 54,350 | 2:31,1 (5)  | 50,367 | 18:29,9 (3)  | 55,495 | 209,111      |
| 5    | Dolf van der Scheer | 46,5 (4)  | 46,500 | 9:16,6 (8)  | 55,660 | 2:29,0 (3)  | 49,667 | 19:13,5 (12) | 57,675 | 209,501      |
| 6    | Rudolf Riedl        | 47,8 (11) | 47,800 | 9:20,5 (13) | 56,050 | 2:31,1 (5)  | 50,367 | 18:48,2 (6)  | 56,410 | 210,626      |
| 7    | Ossi Blomqvist      | 46,9 (7)  | 46,900 | 8:58,6 (1)  | 53,860 | 2:47,4 (21) | 55,800 | 18:22,2 (1)  | 55,110 | 211,670      |
| 8    | Uuno Pietilä        | 47,8 (11) | 47,800 | 9:18,0 (9)  | 55,800 | 2:34,8 (13) | 51,600 | 18:57,7 (10) | 56,885 | 212,085      |
| 9    | Jorma Ruissalo      | 46,8 (6)  | 46,800 | 9:15,0 (7)  | 55,500 | 2:33,7 (9)  | 51,233 | 19:34,2 (16) | 58,710 | 212,243      |
| 10   | Siem Heiden         | 48,5 (15) | 48,500 | 9:24,6 (15) | 56,460 | 2:32,5 (7)  | 50,833 | 18:55,4 (7)  | 56,770 | 212,563      |
| 11   | Kitani Tokuo        | 47,2 (8)  | 47,200 | 9:31,0 (17) | 57,100 | 2:33,9 (11) | 51,300 | 19:25,2 (15) | 58,260 | 213,860      |
| 12   | Alexander Alexejeff | 49,7 (20) | 49,700 | 9:19,8 (11) | 55,980 | 2:34,3 (12) | 51,433 | 18:57,1 (9)  | 56,855 | 213,968      |
| 13   | Yrjö Päivinen       | 47,9 (13) | 47,900 | 9:34,7 (18) | 57,470 | 2:33,5 (8)  | 51,167 | 19:21,5 (13) | 58,075 | 214,611      |
| 14   | Fritz Jungblut      | 49,0 (18) | 49,000 | 9:25,0 (16) | 56,500 | 2:35,5 (15) | 51,833 | 19:06,4 (11) | 57,320 | 214,653      |
| 15   | Georg Rahmberg      | 49,3 (19) | 49,300 | 9:19,6 (10) | 55,960 | 2:34,8 (13) | 51,600 | 19:22,3 (14) | 58,115 | 214,975      |
| 16   | Thorstein Stenbek   | 53,0 (21) | 53,000 | 9:01,6 (2)  | 54,160 | 2:38,5 (19) | 52,833 | 18:25,2 (2)  | 55,260 | 215,253      |
| 17   | Gunnar Almér        | 46,5 (4)  | 46,500 | 9:40,6 (20) | 58,060 | 2:33,8 (10) | 51,267 | 19:53,0 (17) | 59,650 | 215,476      |
| 18   | Kawamura Yasuo      | 47,6 (9)  | 47,600 | 9:36,1 (19) | 57,610 | 2:35,5 (15) | 51,833 | 19:54,8 (18) | 59,740 | 216,783      |
| 19   | Ishihara Shōzō      | 47,6 (9)  | 47,600 | 9:53,4 (21) | 59,340 | 2:39,5 (20) | 53,167 | 20:03,3 (20) | 60,165 | 220,271      |
| 20   | Aleksander Mitt     | 48,0 (14) | 48,000 | 9:57,6 (22) | 59,750 | 2:37,6 (18) | 52,533 | 20:03,2 (19) | 60,160 | 220,453      |
| 21   | Erling Lindboe      | 59,4 (22) | 59,400 | 9:20,4 (12) | 56,040 | 2:36,1 (17) | 52,033 | DNS          |        | DNF          |
| 22   | Åke Ekman           | 48,9 (16) | 48,900 | 9:22,1 (14) | 56,210 | DNS         |        | DNS          |        | DNF          |

## Weblink
- Ergebnisse der Mehrkampf-WM 1931 auf speedskatingnews.info